# Guy Chambers
Guy Antony Chambers (* 12. ledna 1963, Londýn) je anglický hudební skladatel a producent známý pro svou dlouhodobou uměleckou spolupráci s Robbiem Williamsem.

## Spolupráce s Robbie Williamsem
Chambers spolupracoval jako skladatel písní i producent na prvních pěti albech Robbieho Williamse. Všechna se dostala na první místo ve Spojeném království a dosáhla celosvětového prodeje přes 40 miliónů kopií. Chambers napsal většinu nejznámějších písní Williamse, včetně „Rock DJ“, „Feel“, „Millenium“, „Let Me Entertain You“ a „Angels“.

## Ostatní spolupráce
Chambers a Williams ukončili spolupráci po nahrání pátého alba, Escapology, v roce 2002. Poté pracoval s umělci jako INXS, kde produkoval a psal písně pro jejich album z roku 2005 Switch.
Chambers také napsal písně pro pop rockovou skupinu z Londýna Busted, jako „Fake“ a „Better Than This“, z jejich druhého alba A Present For Everyone.
V roce 2022 Chambers spolupracoval s rakouským hudebníkem Tricksterem v psaní a produkci vánoční písně plné vulgarismů, která odrážela napětí a stres tohoto roku (a stala se virální).